# La Louvière
La Louvière er en by i Vallonien i det sydlige Belgien. Byen ligger i provinsen Hainaut. Indbyggertallet er på ca. 77.000 mennesker (pr. 2006).
50°28′N 4°11′Ø / 50.467°N 4.183°Ø